# ヒナ・ラッバーニ・カル
ヒナ・ラッバーニ・カル（ウルドゥー語: حنا ربانی کھر, ラテン文字転写: Hina Rabbani Khar、1977年11月19日 - ）は、パキスタンの政治家である。2011年7月にパキスタンでは最年少で女性では初のパキスタンの外務大臣に就任した。2002年と2008年のパキスタンの総選挙によって国民議会の議員に当選し、財務・経済大臣を2008年から2011年の間務めている。

## 経歴
1977年11月19日にパンジャーブ州ムルターンで生まれた。政治家で地主であるグラーム・ヌール・ラッバーニ・カル (en) （غلام نور ربّانی کھر）の娘でパンジャーブ州の前知事であった。カル家のルーツはムザッファルガル県のコト・アドゥ (en) にあるカル・グラビ村にあり、多くの土地や漁場、マンゴー園、サトーキビ園などの資産を保有している。カルはラホール経営科学大学  (en) を卒業し学士号（B.Sc）を取得し、2001年にはマサチューセッツ大学アマースト校を卒業し経営学の修士号（M Sc (Hon)）を取得している。彼女はFiroze Gulzarと結婚し二人の娘AnnayaとDinaがいる。
ラホールにあるポロ競技場にあるポロラウンジレストランの共同オーナーでもある。

### 政治経歴
2002年の総選挙でパキスタン・ムスリム連盟カーイデ・アーザム派(PML-Q)から立候補しパンジャーブ州ムザファルガルの選挙区の代表として登場した。以前は彼女の父グラームがこの地位を占めたが、新しい法律ではすべての立候補者には大学卒業程度の学位が要求され、この年グラームは立候補出来ないことを意味した。
『ガーディアン』紙は「女性の役割に対して敏感な地元に従い、地主の父親が意図のある有権者に対し挨拶回りを行った。カルはほとんどを家で過ごし同様に十分な数の選挙用ポスターの写真は出回らなかった。」と載せている。
その後、PML-Qは2008年の次期選挙のカルへの立候補の機会は否定したため、2008年カルはパキスタン人民党（PPP）から立候補し2回目の当選を果たした。 PPPは選挙で過半数の得票を得てパキスタン・ムスリム連盟カーイデ・アーザム派で連立を組み、首相にPPPのユースフ・ラザー・ギーラーニーを選出した。
2004年から2007年の間、カルは経済相に就いた。2008年から2011年にかけては経財相に就いており、2009年6月13日にカルはパキスタンの国会においては初めて予算を提示する女性となった。

### 外務大臣として

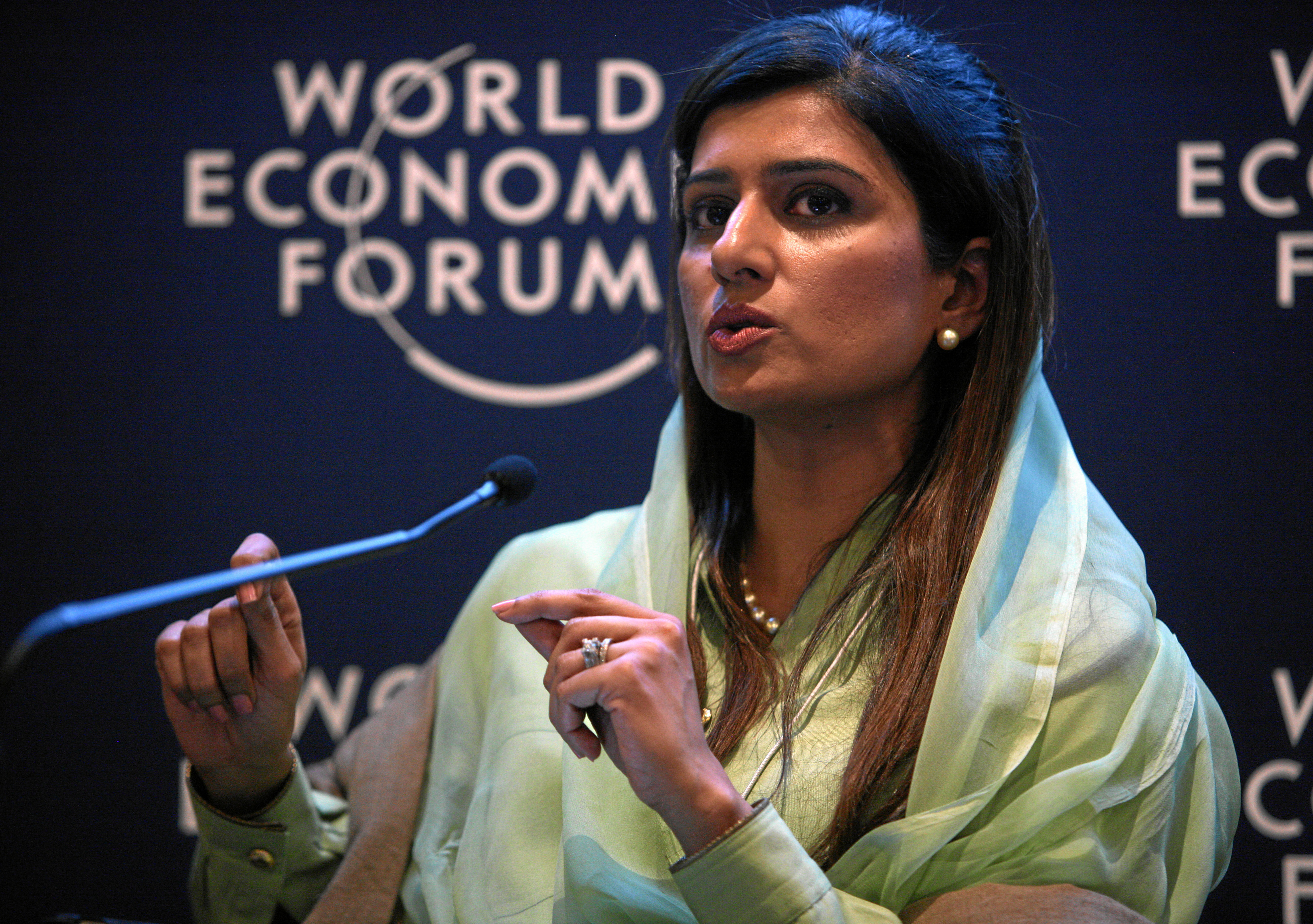
世界経済フォーラムにて（2012年）

カルはパキスタン外務省のトップである外務大臣に2011年2月11日にギーラーニー内閣の改造により任命されている。これはシャー・マフムード・クレイシー  (en) の外相辞任による後任であった。 2011年7月18日に外務大臣として公認され 、7月19日に宣誓を行いパキスタンでは最年少で女性では初の外務大臣に就任した。2008年にパルヴェーズ・ムシャラフの後にパキスタン大統領に就いたアースィフ・アリー・ザルダーリーは任命で、「女性を国の本流に持って行く責任を政府が示した出来事である。」と答えている。
就任後直ぐにカルはインドを訪問し、インド外相S.M.クリシュナ'と和平会談を行った。ムンバイ同時多発テロ以来、停滞している関係を2011年2月に再開した。インドのメディアはバーキンバッグ  (en) やサングラス、ジミーチュウのスティレットヒール、真珠のネッカチーフなど多くのブランド品で身を固めた彼女のファッションや容貌を幅広く報道している。カルはインド政府の代表と会談する前にカシミール独立運動のリーダーと会談していたため、インドの主要野党であるインド人民党（BJP）は外交儀礼違反を非難し、問題の事実追求を要求した。2011年8月には中国を訪問し、楊潔篪外相と会談している。『ヒンドゥスタン・タイムズ』はインドとは対照的に中国のメディアは彼女のことに関してはほとんど報道していないと述べている。2011年11月に発生したNATO軍の誤爆 (en) によりパキスタン軍の兵士24人が死亡した後、カルと防衛委員会はウサーマ・ビン・ラーディンが射殺された2011年5月の時と同様にNATOと国際治安支援部隊(ISFA)のパキスタン国内の輸送路を閉鎖することを認めた。
アメリカとパキスタンとの間では輸送路の再開に関しては合意が間近と言う報道もある。